# Глабб, Фарис
Фарис Глабб (англ. Faris Glubb, также Фарис Яхья англ. Faris Yahya, имя при рождении Годфри Питер Мэнли Глабб англ. Godfrey Peter Manley Glubb; 19 октября 1939, Иерусалим — 3 апреля 2004, Кувейт) — британский писатель, журналист, переводчик и издатель.

## Ранний период жизни
Он родился в Иерусалиме, во время Подмандатной Палестины, под именем Годфри Питер Мэнли Глабб. Он был сыном британского офицера сэра Джона Багота Глабба KCB CMG DSO OBE MC, который, будучи главным военным советником иорданских военных, стал известен как Глабб-паша, и его жены Мюриэль Розмари Форбс. Сэр Джон был командиром Арабского легиона. Годфри вырос в Трансиордании среди солдат-бедуинов. Он принял ислам, как только стал достаточно взрослым согласно мусульманским обычаям. После этого он был известен за пределами своей семьи как Фарис Глабб. У Фариса была сестра Наоми, бедуинская девочка, усыновленная в 1944 году, когда ей было три месяца, и сестра Мэри и брат Джон, которые были палестинскими детьми, усыновленными в 1948 году.
Глабба отправили Великобританию в Веллингтонский колледж, расположеный в городе Крауторн графства Беркшир, учебное заведение, где царили «Кнут и Библия». Глубоко несчастный, он сбежал из дома, обратившись в посольство Иордании к военному атташе. Он провёл два года в College Aiglon в Швейцарии, а затем поступил в Школу восточных и африканских исследований, чтобы изучать арабский язык.
Он стал активистом Фонда мира Бертрана Рассела и Народного фронта освобождения Омана, работая с оманской оппозицией в Организации Объединенных Наций в Нью-Йорке.

## Карьера
Глабб вел репортажи из Бейрута во время гражданской войны в Ливане, сначала для «Си-би-эс», а затем для «Daily Mail» под псевдонимом Майкл О'Салливан. Он также работал репортером для арабских информационных агентств. Когда израильское правительство изгнало палестинское руководство из Ливана, Глабб последовал его примеру. У него были тесные отношения с Народным фронтом освобождения Палестины и с писателем Гассаном Канафани. Он опубликовал несколько книг, в частности «Сионизм: расизм ли это?», «Палестинский вопрос» и «Международное право и отношения сионистов с нацизмом». Перед смертью он работал над докторской диссертацией по арабскому языку в Школе восточных и африканских исследований о связях Ричарда I Львиное Сердце и Салах ад-Дина, найденных в документах Ватикана.

## Некоторые работы
- Фарис Яхья: Сионисты и нацистская Германия
- Фарис Глабб: Палестинский вопрос и международное право (опубликовано Палестинским исследовательским центром в 1970 году)
- Фарис Глабб: Сионизм: расизм ли это? (опубликовано в 1975 году)

## Смерть
3 апреля 2004 года в Кувейте в результате дорожно-транспортного происшествия Глабб погиб, а водитель скрылся с места происшествия. У него остались вторая жена, Сальва, и две дочери, Сара и Дарина, а также сын Марк (Мубарак) от первого брака. Его мать, леди Розмари Глабб, также пережила его, но скончалась в сентябре 2005 года.